# Sự kiện UFO Coyame

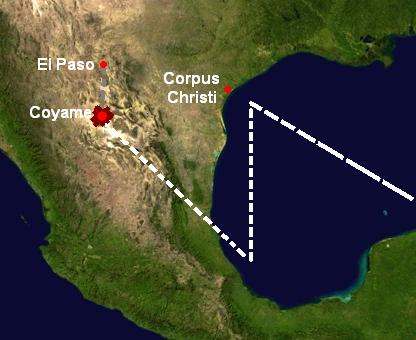
Bản đồ Sự kiện UFO Coyame, máy bay (màu xám), UFO (màu trắng).

Sự kiện UFO Coyame là vụ va chạm giữa một chiếc tàu lượn và một UFO được cho là xảy ra vào ngày 25 tháng 8 năm 1974 gần thị trấn Coyame, Chihuahua của México sát biên giới nước Mỹ.

## Diễn biến
Ngày 25 tháng 8 năm 1974, radar Phòng không phía Mỹ đã phát hiện một vật thể bay không xác định đang di chuyển với tốc độ 4.000 km/h. Vật thể nằm ở Vịnh México gần thành phố Corpus Christi, Texas. Sau đó, vật thể nhanh chóng đổi hướng về phía Coyame. Đúng lúc đấy, một chiếc tàu lượn đang bay từ El Paso đến Ciudad de México. Radar bên Mỹ đã phát hiện ra cả UFO và máy bay cho đến khi cả hai biến mất tại cùng một điểm. Chính phủ México vội gửi đội thu hồi trong khi chính phủ Mỹ bắt đầu dò xét các hoạt động của người México.
Quân đội Mỹ bèn thông báo cho chính phủ México rằng họ sẽ cung cấp dịch vụ thu hồi nhưng đã bị từ chối thẳng thừng. Tại căn cứ không quân nơi đặt radar của Mỹ, người ta còn chuẩn bị sẵn 4 chiếc trực thăng và một đội thu hồi tại Coyame. Không có bất kỳ sự cho phép nào từ phía chính phủ México do vậy người Mỹ đành lẻn vào México. Khi đội cứu hộ phía Mỹ vừa đặt chân đến hiện trường, họ tìm thấy một vật thể lạ bằng kim loại cùng với mảnh vỡ của chiếc máy bay và cách đó vài mét là một chiếc xe quân sự của México với 4 người thiệt mạng không rõ nguyên nhân.